# Accademia della Crusca
Pour les articles homonymes, voir Accademia.
L’Accademia della Crusca est une société savante de type académique qui rassemble des savants et des experts dans les domaines de la linguistique et de la philologie italiennes. Elle comprend 15 membres, choisis par cooptation, dont six au moins doivent résider à Florence, où elle a son siège dans la villa médicéenne de Castello. À ces 15 membres peuvent être associés 15 correspondants italiens et 15 correspondants étrangers.
L'Académie della Crusca, qui n’avait pas à l’origine le caractère officiel de l’Académie française, est sans aucun doute la plus prestigieuse association linguistique italienne. 
Avec sa fondation en 1583, elle est la plus ancienne société linguistique du monde.

## Histoire
Créée à Florence en 1583, elle s’est toujours distinguée par son engagement indéfectible à maintenir la pureté originale de la langue italienne. Ses fondateurs, cinq membres de l’Académie de Florence (Accademia fiorentina) s’étaient donné pour but de séparer les impuretés (la crusca désigne en italien le son, enveloppe du blé) de la fine fleur de la langue. Cela consistait à donner la primauté au toscan, la langue vulgaire de Florence, telle qu’elle avait été « créée » par Dante, puis modelée par les grands auteurs du XIVe siècle, notamment Pétrarque et Boccace, choisis comme modèles. Ils choisirent le blutoir (instrument qui sert à séparer la farine du son) comme symbole de l’Académie et comme devise un vers de Pétrarque : il più bel fior ne coglie (« il en cueille la plus belle fleur »).
En 1612, elle publia le Vocabolario qui fut le premier dictionnaire de la langue italienne (82 ans avant la première édition du Dictionnaire de l’Académie française) et qui servit d’exemple lexicographique pour les langues française, espagnole, allemande et anglaise.
L’Académie de la Crusca fut supprimée en 1783 et réincorporée dans l’Académie de Florence, puis rétablie par Napoléon Bonaparte en 1809, après une lutte d'influence visant à imposer le français dans le royaume de Toscane confié à sa sœur. En effet, le 9 avril 1809, Napoléon concède par décret (du palais des Tuileries) aux Florentins de pouvoir parler leur propre langue. Dans ce décret, il précise que « la langue italienne pourra être employée en Toscane concurremment à la langue française, dans les tribunaux, les actes notariés et dans les écrits privés. » Il affirme également la création d'un prix annuel de 500 napoléons, à partir de sa liste civile, « qui sera attribué […] aux auteurs dont les œuvres contribueront à défendre avec le plus d'efficacité à maintenir la langue italienne dans toute sa pureté. »
De cette même époque date également la création d'une École normale supérieure de Pise, pendant de l'école normale supérieure française. L'Académie se consacra alors à la cinquième et dernière édition de son dictionnaire, dont le premier volume sortit en 1863 et qui fut interrompu en 1923 à la lettre O (le dernier mot traité fut ozono, « ozone »).
En 1923, ses activités lexicographiques furent abandonnées par décret du ministre de l’Instruction publique (11 mars 1923). Aujourd’hui, le projet d’un nouveau grand dictionnaire de la langue italienne a été repris par l’OVI (Opera del Vocabolario italiano - Œuvre du dictionnaire italien) qui est un institut dépendant du CNR (Consiglio Nazionale delle Ricerche - Conseil national des recherches) qui a également son siège dans la villa di Castello.
L’activité de l’Accademia della Crusca est orientée aujourd’hui vers des études de philologie et parmi ses actions prioritaires figure la promotion d’une Europe plurilingue, qui vise à défendre le maintien d’un plurilinguisme effectif en Europe sur la base des langues nationales officielles.